# ギヨーム7世 (アキテーヌ公)
ギヨーム7世（Guillaume VII, duc d'Aquitaine, 1023年 - 1058年秋）、旧名ピエール＝ギヨーム（Pierre-Guillaume）は、11世紀フランスの貴族。異母兄ウードより領地の統治権を相続し、1039年からアキテーヌ公およびポワティエ伯であった人物。ポワティエ伯としてはギヨーム5世。
エーグル（Aigle, 鷲公）もしくはエグレ（Aigret, 白鷲公）またはテメレール（Téméraire, 突進公）、ル・アルディ（le Hardi, 豪胆公）と渾名された。 

## 生涯

ギヨーム7世が生まれた11世紀初頭のフランス

父アキテーヌ公ギヨーム5世と3人目の妃アニェス・ド・ブルゴーニュとの間に、双子の兄弟の兄として生まれ、洗礼を受けた際、ピエールと名付けられ、弟はギーと名付けられた。
父にとっては三男、母にとっては初婚でもうけた第一子に当たる。
後に実妹アニェスの結婚により神聖ローマ皇帝ハインリヒ3世の義兄となった。
母アニェスは実父ギヨーム5世との死別後、当時のアンジュー伯ジョフロワ2世マルテルと再婚した。母の再婚を機にピエール＝ギヨームに名を改め、弟ギーは継父に敬意を表するべく、ギー＝ジョフロワと名を改めている。
ギヨームは、モーゼの戦いでガスコーニュ及びアキテーヌ公、ポワティエ伯であった異母兄ウードと戦い、彼の戦死により16歳程で遺産である各領地を手に入れギヨーム7世となり、母アニェスの支援のもと統治した。しかし、ガスコーニュはアルマニャック家の甥（異母兄ウードの実姉アデライードの子）ベルナール2世トゥマパレルが当初は相続人に指名されていたため相続できなかった。
継父であったジョフロワ2世マルテルは母アニェスとの離婚後、アニェスの寡婦財産であった領地をギヨームに返還することを拒否したため、ギヨームは、武力によって遺産を取り戻そうとした。
ジョフロワ2世にポワトゥーを侵略された際、ガスコーニュ方面から介入できなかったため、ギヨームは弟ギー＝ジョフロワに和議を求め、当時ガスコーニュ公であったベルナール2世を説得し、（おそらく強制的に）売買により15000ソルでガスコーニュの南部の一部を除く統治権を獲得した。これによりギー＝ジョフロワがガスコーニュ公となった。
1058年、ソミュール城でジョフロワ2世を包囲していたところ、赤痢により病死した。ポワティエの聖ニコラ修道院の母アニェスの隣に葬られたとされる。

## 子女
ギヨームは出自不明のエルメザンドという名の女性と結婚していた。2人の間には、2女が生まれた。
1. アニェス（フランス語版）（1052年頃 - 1089年以降） - サヴォイア伯ピエトロ1世と結婚[3]、一説アラゴン王ラミロ1世妃であったともされる。
2. クレマンス（フランス語版）（1048/60年 - 1130年） - ルクセンブルク伯コンラート1世と結婚[4]、ゲルデルン公ヘラルト1世と結婚

伝わるところによると、エルメザンドはギヨーム7世との死別後、義妹アニェスと共に誓願の誓いを立て、尼僧となりローマの修道院に隠棲したとされる。